# آنتون یولن
آنتون یولن (انگلیسی: Anton Julen؛ ۲۰ فوریه ۱۸۹۸ – آگوست ۱۹۸۲) اسکی‌باز اهل سوئیس بود.